# 馬撒斯維爾 (密蘇里州)
馬撒斯維爾（英語：Marthasville）是位於美國密蘇里州沃倫縣的城市。

## 人口
根據2020年美國人口普查的數據，馬撒斯維爾的面積為2.22平方千米，當中陸地面積為2.21平方千米，而水域面積為0.01平方千米。當地共有人口1245人，而人口密度為每平方千米561人。